# 上野淑美
上野 淑美（うえの よしみ）は、絵画修復技術者。
東京造形大学美術科I類（絵画）卒業。Universit・Internazionale dell'Arte (フィレンツェ国際美術大学) 修復コース卒業。帰国後、山領絵画修復工房に勤務。絵画修復学校主任講師を経て2008年独立。2008年首都大学OU秋季講座担当。
絵画保存修復スタジオ 株式会社C.R.S.
2011年6月から横浜美術館　市民のアトリエ　古典絵画講座担当。http://www.yaf.or.jp/yma/citizen/001/
| スタブアイコン | サブスタブ | この項目は、まだ閲覧者の調べものの参照としては役立たない、人物に関連した書きかけの項目です。この項目を加筆・訂正などしてくださる協力者を求めています（P:人物伝/PJ:人物伝）。 |